# Sally Barker
Sally Barker (Barrow upon Soar (Leicestershire), 19 september 1959) is een Engelse folkzangeres en songwriter, bekend van haar solowerk en als een van de oprichters van de vrouwen-folkband The Poozies.

## Biografie

### Vroege jaren
Zij begon al op tienjarige leeftijd met het maken van muziek. Zij vormde een duo met basspeler Chris Watson en trad met hem op in pubs en clubs. Later deden zij mee met Steeleye Span.
Nadat zij de Kendal Songsearch Competition in 1986 had gewonnen, begon zij te toeren met onder andere Fairport Convention, Taj Mahal, Richard Thompson en Roy Harper. Haar eerste album werd goed ontvangen evenals haar tweede album This Rhythm Is Mine.

### The Poozies
In 1990 richtte Barker The Poozies op met de harpistes Mary Macmaster en Patsy Seddon, en accordeoniste Karen Tweed (accordeon). Barker speelde met hen tot 1996, toen zij de groep verliet om zich te concentreren op haar solo-optredens en haar gezinsleven.
In de herfst van 2006 had Barker een reünie met The Poozies voor een serie van shows, waarbij zij Eilidh Shaw verving. Vervolgens werd Barker weer vast lid en nam de band in deze bezetting het album Yellow Like Sunshine op dat in 2009 uitkwam. Ondertussen was Barker een solotournee begonnen met covers van Joni Mitchell. In 2010 verscheen het album Conversation: The Joni Tapes (Vol. 1) dat gelanceerd werd met een concert in Edinburgh.

### The Voice UK
In januari 2014 deed Barker mee aan de Britse versie van The Voice, waar ze met het nummer "Don't Let Me Be Misunderstood" in het team van jurylid Tom Jones kwam. Ze haalde de finale die echter werd gewonnen door Jermain Jackman en toerde van september tot november door het Verenigd Koninkrijk.
Daarna gaf Barker in 2015 zes concerten met de drie nog levende leden van de folkband Fotheringay en deed ze in 2016 de achtergrondzang op een album van de Amerikaanse singer-songwriter Brooks Williams. Datzelfde jaar stapte Barker definitief uit The Poozies; haar solotournee duurde tot november.
In 2017 stond ze in het voorprogramma van Fairport Convention.

## Discografie
Solo
- Sally Barker (1988)
- This Rhythm is Mine (1990)
- Beating The Drum (1992)
- Money's Talking/Tango! EP (1995)
- Favourite Dish (1996)
- Passion & The Countess (1998)
- Another Train - The Compilation (2000)
- Maid in England (2003)
- Conversation: The Joni Tapes (Vol. 1) (2010)

Met The Poozies
- Chantoozies (1993)
- Dansoozies (1995)
- Raise Your Head: A Retrospective (2000)
- Yellow Like Sunshine (2009)

- Gemeinsame Normdatei: 13468463X
- International Standard Name Identifier: 0000 0000 5616 446X
- MusicBrainz: 6f46294e-85f7-4cdd-93be-ec409c9cad6a
- Virtual International Authority File: 79729569
- WorldCat: E39PBJktqbxBmKXKqTPDTyj9jC